# Jakub Rzeszotko
Jakub Rzeszotko był dziedzicem wsi Rzeszotary (odnotowany jako właściciel w 1375). Prócz Rzeszotar posiadał również inne włości, np. Gaj, gdzie okazał się dobrodziejem oraz patronem miejscowego kościoła pod wezwaniem Narodzenia NMP. Przetrwałe do dzisiaj nazwisko Rzeszotko pochodzi od nazwy wsi Rzeszotary.